# わらじ曳き
わらじ曳き（わらじひき）は三重県志摩市大王町波切の波切神社で行なわれる祭。様式の希少さと伝統が認められ、1971年（昭和46年）3月17日に「波切のわらじ曳き」として三重県無形民俗文化財に指定された。通称「わらじ祭り」。波切に伝わる古文書には「葦夜権現之祭祀」などと記されている。

## 祭式
7束のわらで1丈の大きさのわらじを片足分作る。舞台で引いたのち、神主が白幣を捧ぎ、祭文を3回唱えて3斗3升の赤飯を乗せた大わらじを大王島へ流す。
わらじの大きさと供え物の赤飯の量は時代により変化が見られる。赤飯はそのまま流すのではなく、直会で住民が食べていたと考えられる。

## 由来
波切の産土神の葦夜権現の祭りである以外は不詳である。祭りを執り行っていた松井兵太夫家に伝わる文書には「古語伝往昔有一目之鬼神住大奥嶋民人設謀以壱丈草蛙片足赤飯流之鬼恐怖而逃去云々」とあるが、1985年に仙遊寺で発見された元禄16年（1703年）の日付のある古文書では祭りの様式を示すだけで由来は記されていない。

### わらじ曳きとダンダラボッチ伝説
いつしかダンダラボッチ伝説とわらじ曳きが結びつけられ、葦夜権現の祭祀であることは後景に退いてしまっている。
岩田準一は沖からやってきた一つ目の化物がドンビ籠を大きな足袋と錯覚し跳んで逃げ帰り、その時に岩がへこんで「ダンダラボシの平石の足迹（あしあと）」と呼ばれたと記していることから、昭和初期にはダンダラボッチと沖の一つ目が習合していたのは確実であるが、足の本数は言及されていない。岩田は隣村の船越の「沖の方からやって来た一つ目の魔物」が網を股引と錯覚して逃げ去ったという伝説を紹介しているが、足の本数は言及されていない。
志摩町のダイダラボッチ伝説と鳥羽市相差の伝承では「一またぎ」の表現があることから1本足でないのは確実であり、いずれも巨人であると明記されていても目の数は言及されていない。
昭和32年9月10日の朝日新聞では「わらじ流し」として紹介され、「大王岩」の「一つ目の怪物」を騙したのは「松井という漁師」でその子孫が松井兵太夫とされたが、ダンダラボッチの名は出ず足の本数には言及していない。
ダンダラボッチを騙す案を考えた人物が村人であったり旅の僧であったり、ダンダラボッチの悪さにも様々なバリエーションがみられたが、昭和50年ころ以降はダンダラボッチは神通力を与えられ、概ね以下の記述で定着している。
「昔、ダンダラボッチと呼ばれる片眼片足の大男が大王島と呼ばれる島に住んでおり、村にて美しい娘をさらったり、神通力で大風・大波を起こして船を難破させるなどの悪さを繰り返していた。困り果てた村人に助けを求められた葦夜権現は村人に化けむしろを大わらじと騙し、漁具などを大男の持ち物に見せかけ、ダンダラボッチより大きい千人力の大男が里に住んでいるぞとダンダラボッチを騙すことにした。それに驚いたダンダラボッチが里から逃げ出した。それ以来、大男がいることを知らせるために毎年大わらじが海に流されるようになった。」

## 日程
神事はの新暦の9月の申の日に行われる。9月に申の日が2つの時は前者が、3つの時は中が神事となる。
- わらじ作り　本祭の3日前
- 前夜祭　相撲大会が行われる。
- 本祭　わらじ曳き神事（神社）、わらじ流し神事（形式のみ）、なおらい神事などが行われる。
- イベント　本祭の翌土曜日に行われる。　わらじ曳き神事（イベント会場）、わらじ流し神事、鼓笛隊、神輿などが行われる。
- 後夜祭　花火大会